# Kenneth Pomeranz

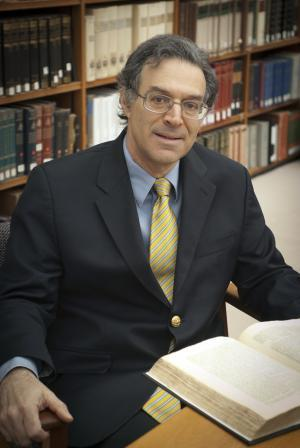
Kenneth Pomeranz

Kenneth Leonard Pomeranz (* 1958) ist ein amerikanischer Historiker und Sinologe, der an der University of Chicago tätig ist. Er beschäftigt sich vorrangig mit ökonomischen und gesellschaftlichen Fragestellungen zum China des 20. Jahrhunderts.

## Werdegang
Kenneth Pomeranz besuchte die Hillcrest High School in Queens, New York City, bevor er 1976 an der Cornell University ein Geschichtsstudium begann. 1980 erhielt er dort seinen Bachelor of Arts und wechselte anschließend an die Yale University, an der 1983 der Master of Arts, 1984 der Master of Philosophy sowie schließlich 1988 die Promotion zum Ph.D. im Fach Geschichte folgte. In seiner Promotionsarbeit befasste sich Pomeranz mit dem ökonomischen, ökologischen und gesellschaftlichen Wandel Nordchinas in der Zeit von 1900 bis 1937 (Original: The Making of a Hinterland: State, Society and Economy in Inland North China, 1900–1937). Nach einem kurzen Intermezzo am Dartmouth College im Frühling 1988 wurde er im Juli 1988 an der University of California, Irvine (UCI) als Assistenzprofessor tätig. Vier Jahre später wurde Pomeranz an der UCI auf eine ordentliche Professur berufen, die er bis Juni 2012 innehatte, als er an die University of Chicago wechselte und dort seither als Professor für Geschichte tätig ist.
Pomeranz ist Mitglied der American Historical Association und stand dieser im Jahre 2013 als Präsident vor. Zudem wurde er 2006 in die American Academy of Arts and Sciences und 2017 in die British Academy gewählt. 2019 erhielt er den Dan-David-Preis, für 2021 wurde ihm der Toynbee-Preis zugesprochen.

## Wissenschaftliches Schaffen
Pomeranz befasst sich vorrangig mit dem China der späten Kaiserzeit sowie des 20. Jahrhunderts, wobei er insbesondere ökonomische und gesellschaftliche Fragestellungen beleuchtet. Einen weiteren Schwerpunkt bildet der historische Vergleich zwischen Europa und Ostasien, insbesondere im Hinblick auf Arbeit, Familie und dessen Organisation sowie den ökonomischen Wandel. Sein bedeutendstes und mit mehreren Preisen ausgezeichnetes Werk ist The Great Divergence: China, Europe, and the Making of the Modern World Economy.
Ferner ist Pomeranz an der Redaktion mehrerer Fachzeitschriften beteiligt, unter anderem The Journal of Economic History.